# Organització territorial d'Angola

Mapa d'Angola amb les províncies

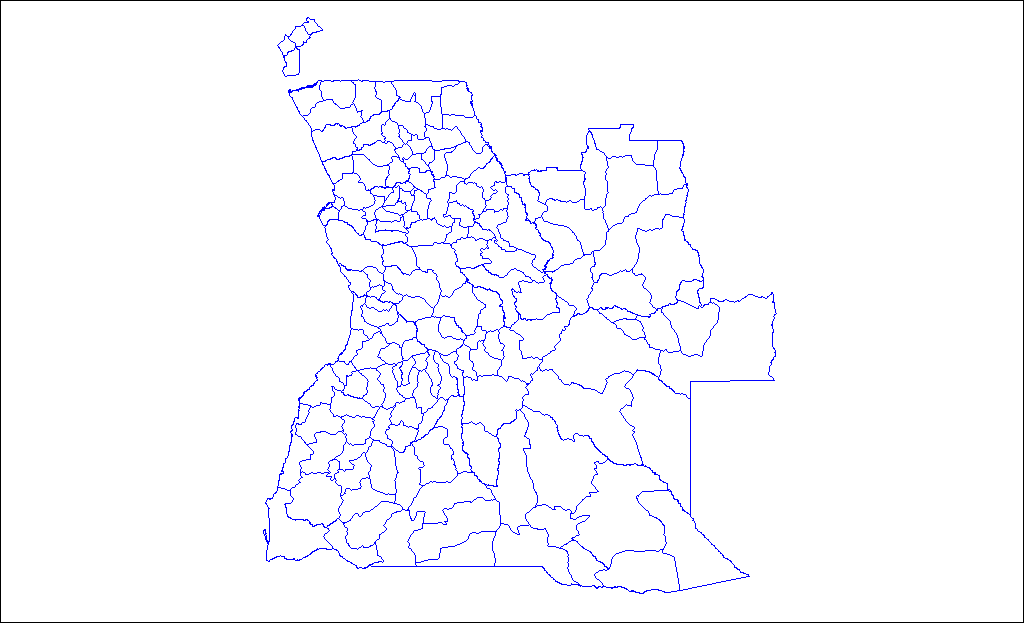
Municipis d'Angola

Angola està dividida en 18 províncies i 163 municipis. També hi ha 618 comunes. Històricament, les actuals divisions administratives d'Angola, fora de les seves 500 anys d'història, s'han desenvolupat com a part que va ser de l'imperi colonial portuguès. Això també explica el paral·lelisme existent amb les divisions administratives de Portugal, en concret en la seva estructura i terminologia.

## Províncies d'Angola
1. Bengo
2. Benguela
3. Bié
4. Cabinda
5. Cuando Cubango
6. Kwanza-Nord
7. Kwanza-Sud
8. Cunene
9. Huambo
10. Huíla
11. Luanda
12. Lunda-Nord
13. Lunda-Sud
14. Malanje
15. Moxico
16. Namibe
17. Uíge
18. Zaire

## Municipis d'Angola
| Província      | Capital       | Municipis |
| -------------- | ------------- | --- |
| Bengo          | Caxito        | Ambriz, Bula Atumba, Dande, Dembos, Ícolo e Bengo, Muxima, Nambuangongo, Pango Aluquém                                                                |
| Benguela       | Benguela      | Balombo, Balombo, Baía Farta, Benguela, Bocoio, Caimbambo, Chongoroi, Cubal, Ganda, Lobito                                                            |
| Bié            | Kuito         | Andulo, Camacupa, Catabola, Chinguar, Chitembo, Cuemba, Cunhinga, Kuito, Nharea                                                                       |
| Cabinda        | Cabinda       | Belize, Buco-zau, Cabinda, Cacongo |
| Cuando Cubango | Menongue      | Calai, Cuangar, Cuchi, Cuito Cuanavale, Dirico, Mavinga, Menongue, Nancova, Rivungo                                                                   |
| Cunene         | Ondjiva       | Cahama, Cuanhama, Curoca, Cuvelai, Namacunde, Ombadja                                                                                                 |
| Huambo         | Huambo        | Bailundo, Catchiungo, Caála, Ekunha, Huambo, Londuimbale, Longonjo, Mungo, Tchicala-tcholoanga, Tchindjenje, Ucuma                                    |
| Huíla          | Lubango       | Caconda, Caluquembe, Chiange, Chibia, Chicomba, Chipindo, Cuvango, Humpata, Jamba, Lubango, Matala, Quilengues, Quipungo                              |
| Kwanza-Nord    | N'Dalatando   | Ambaca, Banga, Bolongongo, Cambambe, Cazengo, Golungo Alt, Gonguembo, Lucala, Quiculungo, Samba Caju                                                  |
| Kwanza-Sud     | Sumbe         | Amboim, Cassongue, Conda, Ebo, Libolo, Mussende, Porto Amboim, Quibala, Quilenda, Es els, Sumbe, Waku Kungo                                           |
| Luanda         | Luanda        | Cazenga, Maianga, Ingombota, Samba, Viana, Cacuaco, Rangel, Kilamba Kiaxi, Sambizanga                                                                 |
| Lunda-Nord     | Lucapa        | Cambulo, Capenda-camulemba, Caungula, Chitato, Cuango, Cuílo, Lubalo, Lucapa, Xá-muteba                                                               |
| Lunda-Sud      | Saurimo       | Cacolo, Dona-la, Muconda, Saurimo |
| Malanje        | Malanje       | Cacuso, Calandula, Cambundi-catembo, Cangandala, Caombo, Cuaba Nzogo, Allargui-dia-baze, Luquembo, Malanje, Marimba, Massango, Mucari, Quela, Quirima |
| Moxico         | Luena         | Alt Zambeze, Bundas, Camanongue, Léua, Luau, Lucano, Luchazes, Lumeje, Moxico                                                                         |
| Namibe         | Namibe        | Bibala, Camacuyo, Namibe, Tombua, Virey |
| Uíge           | Uíge          | Alt Cuale, Ambuila, Bembe, Buengas, Damba, Macocola, Mucaba, Negage, Puri, Quimbele, Quitexe, Sanza Pombo, Songo, Uíge, Zombo                         |
| Zaire          | M'Banza Kongo | Cuimba, M'Banza Kongo, Noqui, N'Zeto, Soyo, Tomboco                                                                                                   |